# Sue Bird
Suzanne Brigit Bird, född den 16 oktober 1980 i Syosset, New York, är en amerikansk före detta basketspelare som tagit fem olympiska guldmedaljer vid olympiska sommarspelen 2004, 2008, 2012, 2016 och 2020.
Den 30 oktober 2020 meddelade Bird att hon är förlovad med Megan Rapinoe.
I september 2022 spelade Bird sin sista match då hennes lag Seattle Storm förlorade mot Las Vegas Aces, Bird hade i juni 2022 meddelat att säsongen 2022 skulle bli hennes sista. 